# 国道295号

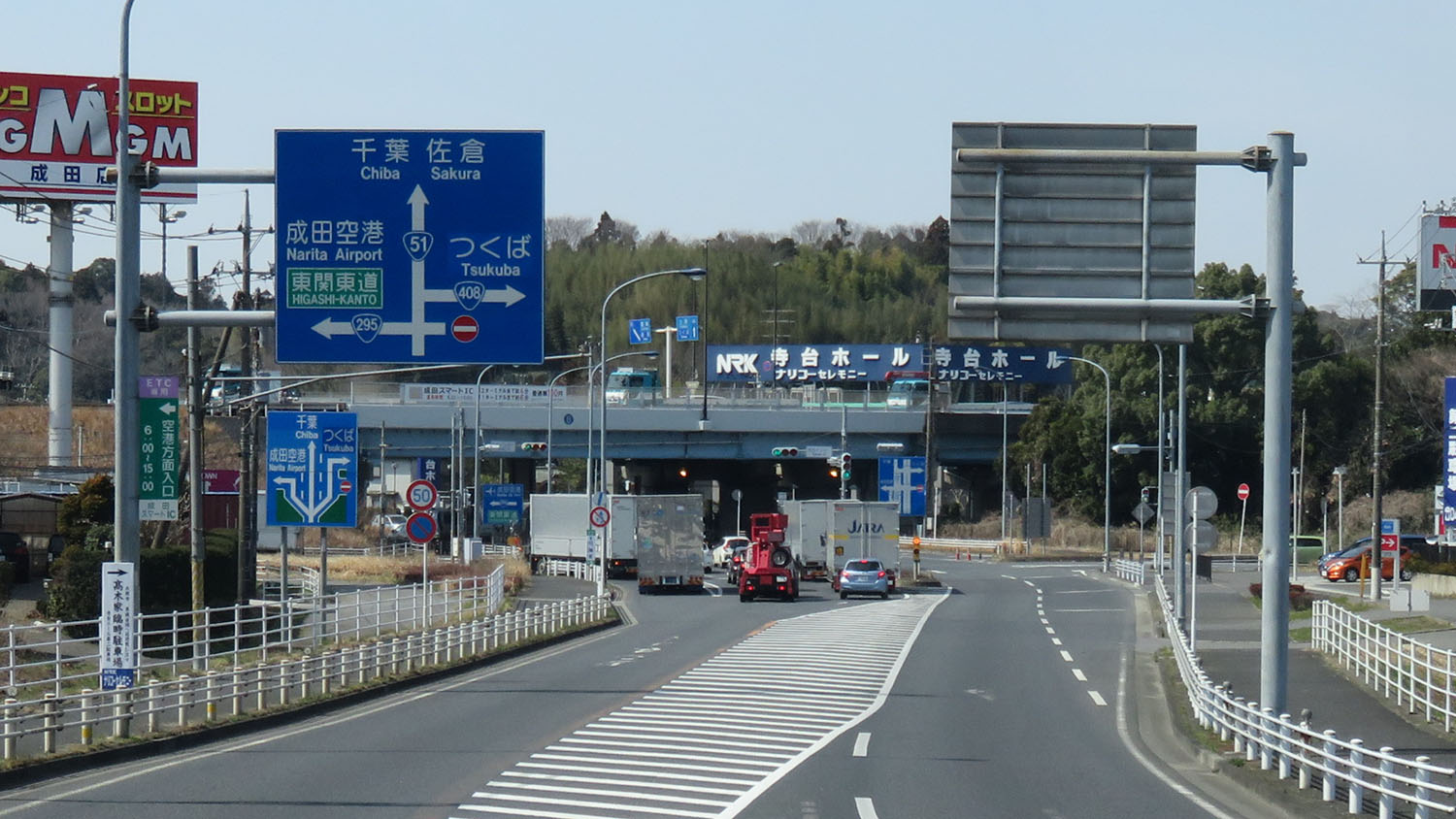
国道295号 終点
千葉県成田市 寺台インター
国道408号 起点

国道295号（こくどう295ごう）は、千葉県成田市を通る一般国道である。

## 概要

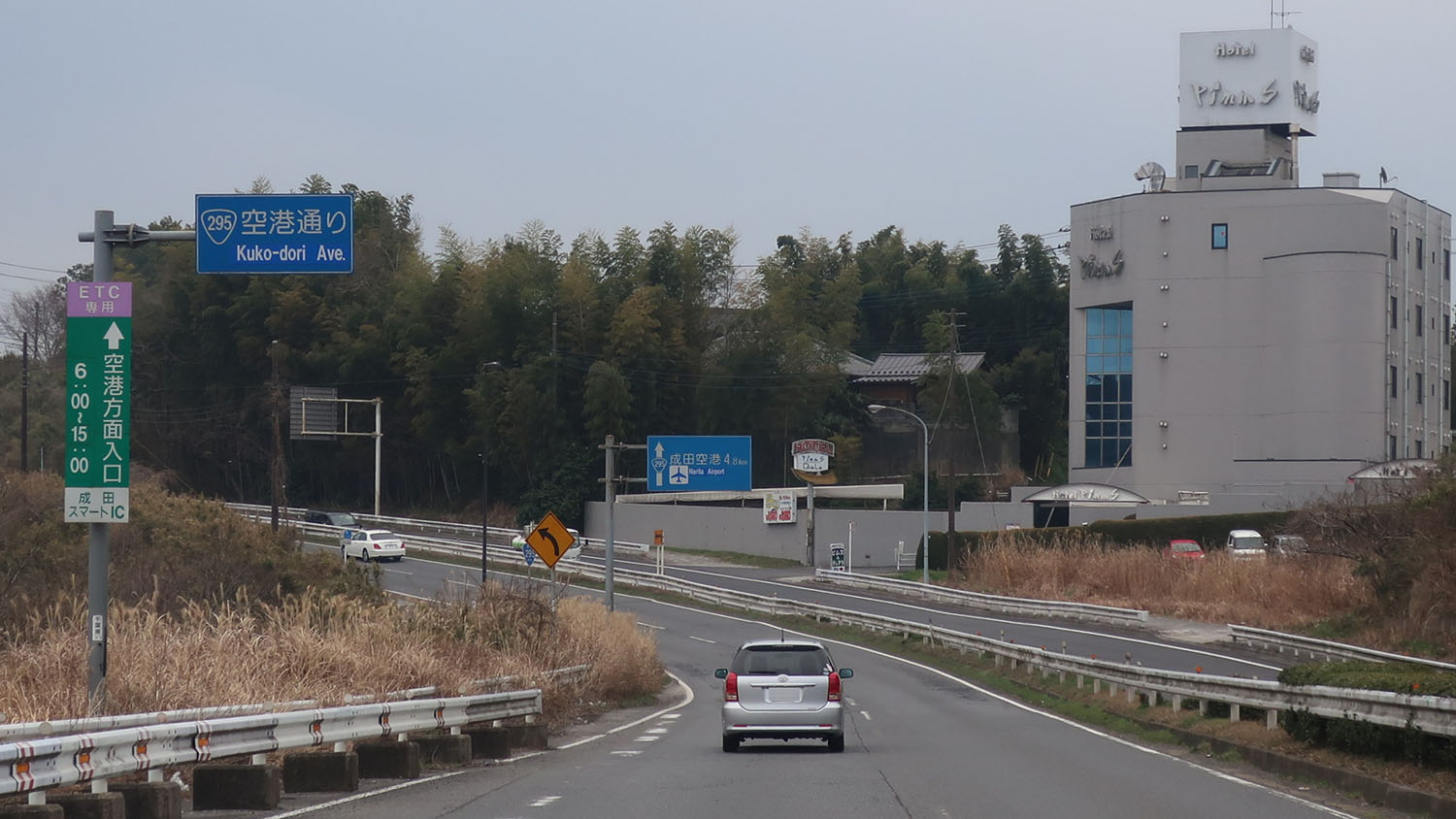
空港通りの標識
千葉県成田市山之作

千葉県成田市取香の成田国際空港から寺台インターで国道51号とを結ぶ延長5.7 kmの一般国道の路線で、いわゆる港国道に数えられる。千葉県道路愛称名により、空港通りの愛称がある。
東関東自動車道から成田国際空港を結ぶ新空港自動車道に沿っており、成田IC - 新空港IC間は、新空港自動車道の側道として整備されている区間である。終点の寺台インターは、国道51号とインターチェンジ形式で結ばれる立体交差点で、同インター上で国道408号（成田市 - 栃木県塩谷郡高根沢町）とシームレスに接続される。
建設にあたり、成田国際空港周辺整備のための国の財政上の特別措置に関する法律（成田財特法）による補助金のかさ上げ適用を受けている。

### 路線データ
一般国道の路線を指定する政令に基づく起終点および重要な経過地は次のとおり。
- 起点：成田国際空港（千葉県成田市取香）
- 終点：成田市（寺台IC = 国道51号交点、国道408号起点）
- 重要な経過地：なし
- 総延長 : 5.7 km[4][注釈 2]
- 重用延長 : なし[4][注釈 2]
- 未供用延長 : なし[4][注釈 2]
- 実延長 : 5.7 km[4][注釈 2]
  - 現道 : 5.7 km[4][注釈 2]
  - 旧道 : なし[4][注釈 2]
  - 新道 : なし[4][注釈 2]
- 指定区間：なし[5]

## 歴史
- 1967年（昭和42年）12月21日 - 臨時新東京国際空港閣僚協議会決定「新東京国際空港関連事業計画について」において、成田空港供用開始（1971年（昭和46年）予定）までをめどに、空港線の整備をすすめるとされる。
- 1970年（昭和45年）4月1日 - 一般国道295号（千葉県新東京国際空港 - 千葉県成田市）が指定。
- 1978年（昭和53年）4月1日 - 一般国道295号（千葉県新東京国際空港 - 千葉県成田市）が開通。
- 2004年（平成16年）4月1日 - 一般国道295号（千葉県成田国際空港 - 千葉県成田市）に指定変更（距離変更なし）。

## 路線状況
成田空港へのアクセス道路となる国道295号は「千葉県屋外広告物条例に基づく禁止地域等」に指定されているのにも関わらず、沿道には成田空港関連施設や駐車場・ホテル・ゴルフ場など、大小さまざまな大量の看板が乱立し、無秩序な状態であった。
成田市民や、道路利用者などから「美観を損ねている」「解りづらい」などの指摘が多く、成田空港周辺環境美化協会（空美協）が設置された。また、沿道広告への新たな基準を設け、2004年（平成16年）3月1日に「景観保全型広告整備地区」に指定された。
現在は、千葉県土木事務所により違法広告看板を排除し、民間の広告物に関しては自然景観の眺望への配慮、広告の集合化、デザインの統一化を進めており、公共の道標・案内板に関しては、それに加えて他言語表記化を進めている。
朝の通勤時間帯には、馬場から成田インターチェンジ、堀之内あたりまでが、成田国際空港へ向かう自動車でしばしば渋滞する。

### 別名
- 空港通り（1988年に千葉県道路愛称名[6][7]によって制定された）

※寺台IC（国道51号との交点）を越えて国道408号に続く。

## 地理

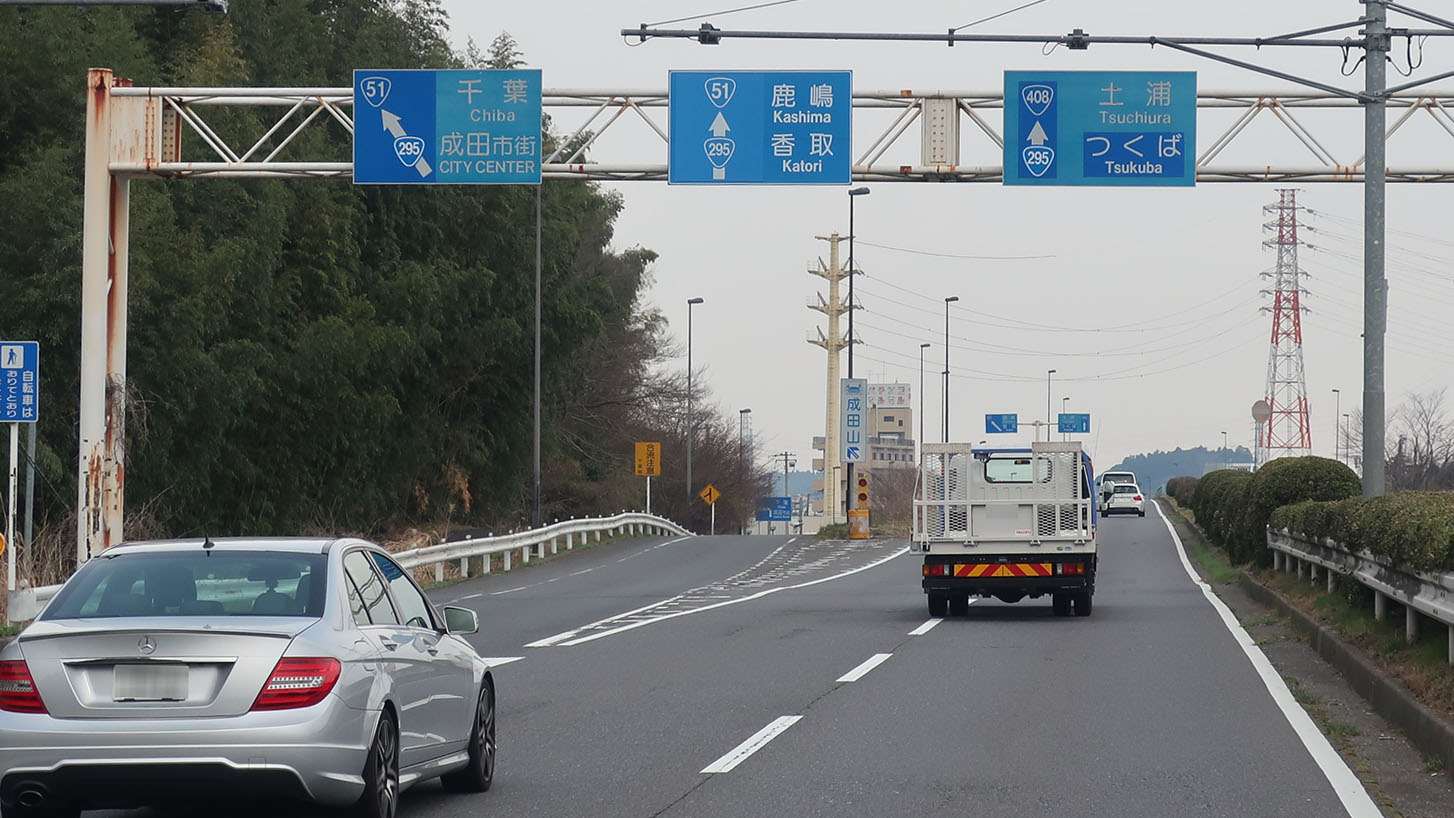
終点の寺台インター付近
国道51号と国道408号との
分岐ポイント

### 通過する自治体
- 千葉県
  - 成田市

### 交差する道路
- 千葉県道・茨城県道44号成田小見川鹿島港線（成田市取香）
- E65 新空港自動車道（成田IC）（成田市）
- 国道51号・国道408号（成田市寺台　寺台IC、終点）